# Меганизи
Меганизи (итал. Meganisi) је грчко острво које припада групи Јонских острва. У управној подели грчке Меганизи са два острвца чини засебну општину у оквиру округа Лефкада. Најважније и највеће место је насеље Катомери.

## Природни услови
Укупна површина острва је око 22 km². Острво је одвојено од копна мореузом, широким пар километара. најближе острво је Лефкада, 2-3 километра западно од острва. Меганизи је углавном кршевит и брдовит.

## Становништво
Становништво Меганизија броји нешто више од 1.000 становника, распоређених у 3 насеља.
Грци чине претежно становништво на острву. Међутим, лети овде борави много странаца - туриста.